# チャナッカレ県
チャナッカレ県(チャナッカレけん、トルコ語: Çanakkale ili)は、トルコ北西部、マルマラ地方の県。ヨーロッパ側をテキルダー、エディルネと、アジア側をバルケスィル県と接している。
イスタンブール同様にアジアとヨーロッパのそれぞれに県域を持ち、その海峡もきわめて短い。このため、アジア・ヨーロッパ交通の要所になっている。ヨーロッパの部分はゲリボル半島(ガリポリ)からなり、アジアの部分は歴史上トローアスと呼ばれた地域である。これらはダーダネルス海峡に隔てられている。この海峡は毎日カーフェリーが行きかっている。
この県はギョクチェアダ島、ボズジャ島の2島も含んでいる。ギョクチェアダ島はトルコ最大の島である。
この地で特に有名なのはギリシャ神話のトロイの神殿の遺跡である。これはトルコの世界遺産にも登録されており、トロイの木馬のモニュメントも建っている。
第一次世界大戦のガリポリの戦いではこの県のヨーロッパ側、ゲリボル半島に英国を初め連合軍が上陸した物の、ムスタファ・ケマル大佐率いる部隊の反抗にあい上陸を断念した。この半島は歴史国立公園として残され、この戦いで散っていった兵士たちの為に記念碑と墓地が残されている。

## 下位自治体
- チャナッカレ（Çanakkale）
- アイヴァジュク（Ayvacık）
- バイラミチュ（Bayramiç）
- ビガ（Biga）
- ボスジャアダ（Bozcaada）
- チャン（Çan）
- エジェアバト（Eceabat）
- エズィネ（Ezine）
- ゲリボル（Gelibolu）
- ギョクチェアダ（Gökçeada）
- ラプセキ（Lapseki）
- イェニジェ（Yenice）